# طواف هوت فار 2015
طواف هوت فار 2015 (بالإنجليزية: 2015 Tour du Haut Var)‏ هو سباق دراجات هوائية للرجال، أقيم بتاريخ 21 فبراير 2015، تضمن السباق مرحلتين وامتدّ لمسافة 364.7 كم بسرعة 39.5 كم/س، استغرق السباق 14 ساعة و9 دقائق و21 ثانية.